# Карроцца (сэндвич)
Карроцца (итал. carrozza, mozzarella in carrozza — «моцарелла в карете»)  —  тип обжаренного сырного сэндвича или горячих бутербродов в итальянской кухне. Его готовят, покрывая бутерброд с сыром моцарелла яйцом и мукой и обжаривая его. Это популярное блюдо в регионе Кампания на юге Италии и в Нью-Йорке. Моцарелла фритта — это разновидность блюда, состоящая из сыра в кляре без хлеба .

## Приготовление
Карроцца готовится из сыра моцарелла, яйца и ломтиков хлеба. Его можно приготовить из различных видов хлеба, например, итальянского хлеба и булочек для сэндвичей. Иногда корку с хлеба удаляют перед обжариванием. Хлеб можно слегка поджарить перед обжариванием сэндвича. Приготовление включает в себя сборку бутерброда, обваливание его в яйце, обмакивание в муку, а затем обжаривание на сковороде или во фритюре. В некоторых рецептах хлеб перед обжариванием окунают в молоко .
Панировочные сухари иногда используются для обваливания бутерброда. Для жарки карроццы традиционно используется оливковое масло. Иногда используются дополнительные ингредиенты, такие как ветчина, анчоусы, баклажаны, зелёные помидоры и базилик. После приготовления бутерброд имеет хрустящую текстуру. Его можно подавать как антипасто .

## По регионам
Карроцца — уличная еда и популярное блюдо в Кампании, где для приготовления обычно используется моцарелла из буйволиного молока.
Это также популярное блюдо в итало-американских ресторанах в районах Бруклин, Манхэттен, Статен-Айленд, Квинс и Бронкс в Нью-Йорке, где его иногда готовят во фритюре.

## Вариации

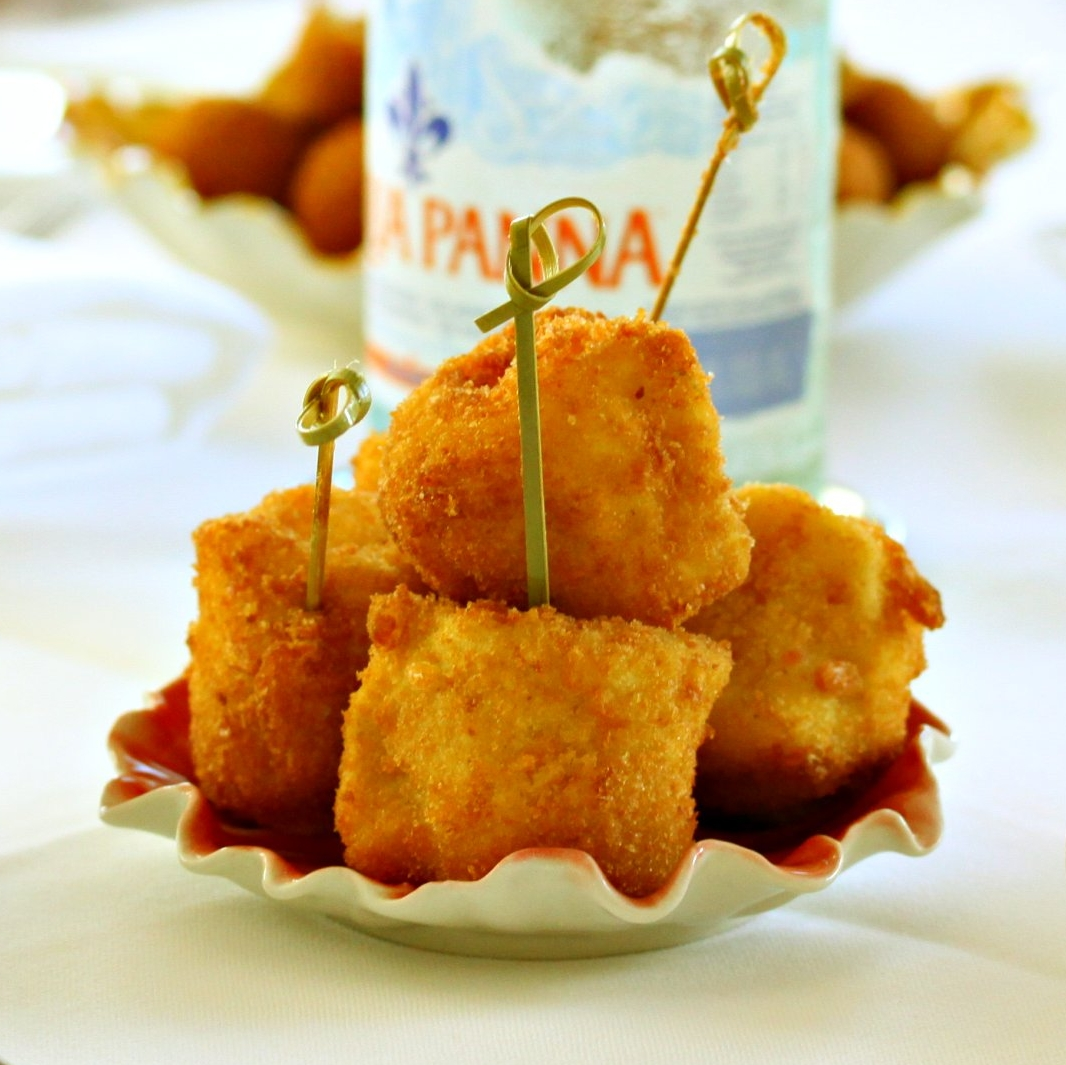
Моцарелла фритта

Разновидностью карроццы является моцарелла фритта (итал. mozzarella fritta, «жареная моцарелла»), которая представляет собой просто обжаренный в кляре сыр без хлеба.